# Схул
Схул— печера на горі Кармел поблизу м. Хайфа. 1931—1936 рр. були виявлені кісткові рештки 13 палеантропів, які мешкали тут 100 — 70 тис.років тому. Тут відкриті пам'ятки майже всіх хронологічних «зрізів» палеоліту, включаючи мустьєрські. Також було знайдено Скелети 10 індивідів (8 чоловіків, 2 жінки) і ізольовані фрагменти; всього 14 індивідів.
Передньоазійських, або «палестинських» палеоантропів можна поділити на дві групи. Одна з них, численніша, за більшістю ознак будови черепа нагадує «класичних» неандертальців Європи, іншій (череп Схул IV, V, Кафзеф) — властиві риси людей сучасного фізичного типу: високе склепіння, об'ємом — 1550—1600 см³, відносно випуклий лоб та менш виражений надочний рельєф. На деяких нижніх щелепах фіксується помірно розвинутий підборідний виступ. Крім того, для носіїв даного комплексу ознак характерні високий зріст (180—182 см у чоловіків) і «тропічні» пропорції тіла (відносна видовженість гомілки й передпліччя стосовно стегна і плеча), що їх пов'язують із доброю координацією рухів, здатністю швидко бігати, далеко і високо стрибати і т. ін. За зростом і пропорціями тіла вони нагадують кроманьйонців — представників найбільшої групи неоантропів («нових людей»), поширеної в Західній Європі в добу верхнього палеоліту.
Серед учених-антропологів немає одностайної думки щодо відмінностей в морфологічній будові пердноьоазійських палеантропів. За однією з гіпотез, властиве їм мозаїчне переплетення архаїчних та прогресивних рис є результатом еволюційного розвитку палеантропів, які були безпосередніми попередниками людей сучасного фізичного типу. Згідно з іншою — воно викликає змішування місцевих популяцій класичних неандертальців із прийшлими групами неоантропів.

## Фауна, ландшафт і клімат
Фауна: їжатець, бегемот, бородавочник, кабан, лань, сарна, благородний олень, козел, антилопа, газель, первісний бик, осел, вимерлий носоріг, гієна, вовк, лисиця. Африканська фауна плавно змінювалася азійської. Клімат теплий і вологий.

## Датування
1) 40-90 тис.л.н. (для всіх шарів з палеоантропами).
2) 40-50-80 тис.л.н. (уранові серії для шару B і Схул 1, 4, 5).81 ± 15 (рання модель EU) — 101 ± 12 (лінійна модель LU) тис.л.н. (електрон-спін-резонанс на двох зубах бовіда з шару B з гоминидами).
3) 119 ± 18 тис.л.н. (термолюмінесцеція 6 зразків обпаленої кременю для шару B з гоминидами).
4) 100—119 тис.л.н. (Схул 3, 6-10).

## Скелети 10 індивідів (8 чоловіків, 2 жінки) і ізольовані фрагменти; всього 14 індивідів
Схул I. Скелет дитини 4-5 років. Череп мало відрізняється від сучасного, але дуже широкий. Потилицю широкий, ширше, ніж у сучасних дітей. Передня частина симфізу нижньої щелепи широка, сплощення, слабо вигнута. Ребра товсті, перетин ребер округле. Пропорції тіла екваторіальніПатологія: травма на лобової кістки, немає слідів загоєння, Причина смерті.
Схул II. Скелет жінки 30-40 років; Надбрівний валик сильно, виступає. Особа у верхній частині уплощено сильно. Носові кістки сплющені. Підборіддя добре виражене, але виступає дуже слабо. Патологія: карієс на правому M2 на дистальній поверхні біля шийки
Схул III. Фрагменти всіх довгих кісток лівої ноги. Чоловік дорослий. Великого зросту.
Схул IV. Скелет. Чоловік 40-50 років. Метис класичного неандертальця і сучасної людини. Лоб похилий. Надбрів'я масивне, але слабкіше неандертальського. Потилиця дуже широка, слабо приплюснута зверху. Невисокого росту. Нижня щелепа дуже масивна (неандерталський ознака). Підборіддя виступає сильно, але його форма відрізняється від форми сучасної людини. Стегнова кістка довга. Колінна чашечка вузька.
Схул V. Скелет. Чоловік 30-40 років: Плечова кістка довга, відносно тонка. Діафіз плечової кістки округлий в середині, як у неандертальців. Відносна товщина плечової кістки маленька, як у сучасних негроїдів. Епіфізи плечової кістки абсолютно великі. Ліктьова ямка велика. Ліктьова кістка вигнута. Стегнова кістка дуже сильно вигнута, як у типових неандертальців. Діафіз стегнової кістки сильно здавлений з боків. Стопа має багато специфічних рис.
Схул VI. Скелет. Чоловік 30-35 років: Вигин стегнової кістки надзвичайно великий, як у типових неандертальців. Шийка стегнової кістки нахилена слабо. Гомілка довга. Ріст великий.
Схул VII. Скелет. Жінка 30-35 Років: Неандерталець. Надбрівний валик потужний. Ліктьова кістка сильно вигнута. Променева кістка вигнута максимально.
Схул VIII. Фрагменти кісток ніг. Дитина (хлопчик) 4-8років: Стопа вузька. Пропорції стопи сучасні.
Схул IX. Скелет. Чоловік близько 50 років: У тазі суміщені чоловічі і жіночі ознаки. Розміри малого таза великі. Лобковий кут дуже великий. Патології. Сліди поранень на черепі; голівка стегнової кістки і вертлужная западина пробиті з великою силою колючою зброєю, дротиком або списом.
Схул X. Дитина (хлопчик) 4-5-5,5 років. Симфіз нижньої щелепи скошений; підборіддя трикутник у вигляді слабкого сліду.